# Ахмедов, Рустам Гасанович
Рустам Гасанович Ахмедов (9 июня1974, Избербаш, Дагестанская АССР, РСФСР, СССР) — российский спортсмен, чемпион Мира, чемпион Евразии, чемпион России по Ашихара-карате, обладатель чёрного пояса по Ашихара-карате, президент федерации стилевого карате республики Дагестан, региональный бранч-чиф по Республике Дагестан от, старший тренер Федерации Ашихара-карате по республике Дагестан.

## Биография
Рустам Ахмедов родился в 1974 году, в городе Избербаш. Ахмедов Рустам — первый чемпион мира по ашихара-карате из Дагестана. По этническому происхождению является даргинцем, выходцем из села Муги.
Рустам был старшим из трех детей в семье, имеет брата и сестру. Окончил СОШ № 11, г. Избербаша, затем поступил в Буйнакский кооперативный техникум и окончил его в 1994 году, затем он продолжил свою учёбу на факультете физкультуры в ДГПУ, и окончил его в 2002 году.
Спортом начал заниматься с самых ранних лет, занимался боксом, ушу, ушу-саньда, шотокан-карате. В 1994 году начал заниматься Ашихара-карате у сенсея, Байтуева Абдулкадыра, под наставничеством которого стал чемпионом Мира в 2000-м году. Абдулкадыр Байтуев был очень ярким талантливым тренером, харизматичной личностью, который собрал и объединил под своим началом многих спортсменов, увлек их Ашихара-карате, и привил им любовь к этому виду спорта на долгие годы.
Рустам Ахмедов женат, имеет 3-х детей.

## Спортивная карьера
Рустам Ахмедов является;
- чемпионом Мира, 7-го Чемпионата Мира по ашихара-каратэ 2000 г., г. Виборг, Дания,
- обладателем серебряных медалей 6-го и 8-го Чемпионатов Мира, ашихара-каратэ г. Виборг, Дания 1998 г. и 2002 г.,
- обладателем бронзовой медали 16-й Чемпионата Мира, ашихара-каратеэ г. Виборг, Дания 2010 г.,[2]
- чемпионом Евразии по ашихара-каратэ 1997 г. Стамбул, Турция,
- чемпион России по ашихара-каратэ 2000 г., Санкт-Петербург.

Всю свою спортивную карьеру, в ашихара-каратэ, Ахмедов выходил на татами, в весовой категории 85+, абсолютная весовая категория.
Рустам имеет чёрный пояс по ашихара-каратэ; 1 дан в 1997 году, 2-й дан 1998 г., по версии AIKK.
В настоящее время является обладателем чёрного пояса по ашихара-каратэ, по версии NIKO[3].
Ахмедов является мастером спорта России[4],
В 2009 году открыл и возглавил региональную общественную физкультурно-спортивную организацию (РОФСО) «Федерация Стилевого Карате Республики Дагестан», при которой был создан спортивный клуб «Боец», по 2022 год является бессменным руководителем данной спортивной организации и старшим тренером клуба «Боец».
В январе 2022 года Ахмедовым была получена официальная лицензия от хомбу на открытие бранч-чифа Возглавляет региональный бранч-чиф, от NIKO.
Ахмедов Рустам ведет успешную тренерскую деятельность, имеет учеников чемпионов России, чемпиона Европы, чемпиона Мира. Тренерская деятельность — более 20 лет
Для получения второго дана, Ахмедов Рустам, сдавал экзамен в Стамбуле, именитому тренеру Шихану Сердару Эргуну, ученику Хидэюки Асихара и при сдаче этого экзамена Рустам провёл 40 боев без единого поражения.